# 綿懃

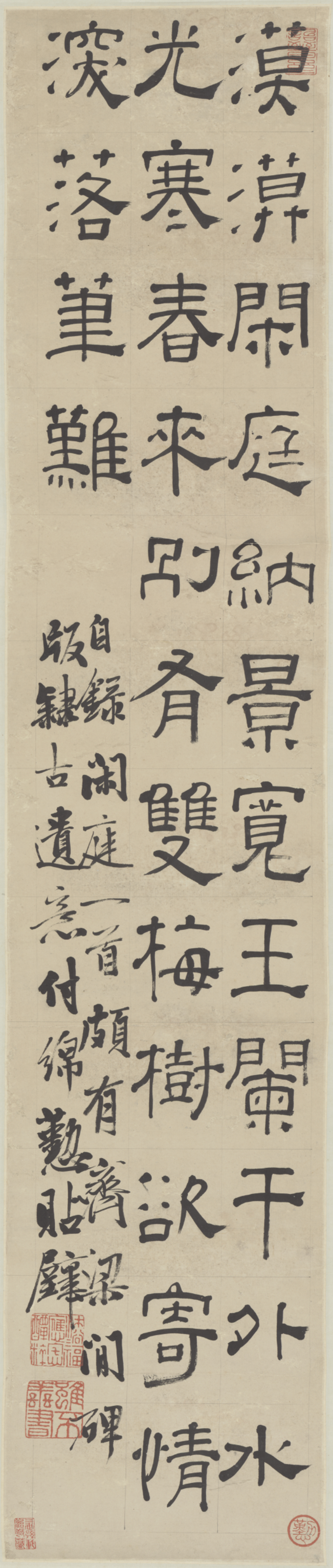
綿懃書永瑆《閒庭》詩（北京故宮博物院藏）

追封成郡王綿懃（1768年—1820年），愛新覺羅氏，成哲親王永瑆長子，生母爲大學士傅恒之女富察氏。

## 生平
綿懃生於乾隆三十三年（1768年）戊子九月初六日午時。嘉慶四年（1799年）封不入八分輔國公，授散秩大臣。嘉慶七年（1802年），進多羅貝勒。嘉慶十七年（1812年），授内大臣。嘉慶二十四年（1819年）正月，加郡王銜。五月，嘉慶帝以年老多病爲由罷免其父永瑆一切差使，同時罷綿懃內大臣職，命其居家侍父。嘉慶二十五年（1820年）六月十一日綿懃去世，終年53歲。死後追封爲多羅成郡王。其墓葬位於成哲親王園寢（位於今北京南口地區）西南側，現址無存。

## 家庭
綿懃嫡福晉烏密氏爲副都統、果毅伯烏密武遜之女。側福晉趙佳氏、汪佳氏，妾李氏、趙氏。有子11人：
- 長子：追封成郡王奕綬，嫡福晉瓜爾佳氏爲參領德喜之女
- 次子：多羅貝勒奕綸
- 三子：早夭
- 四子：奕維
- 五子：奕繁，嫡妻博爾濟吉特氏爲佐領達衝阿之女
- 六子：奕繩
- 七子：早夭
- 八子：奕繻，嫡妻素都里氏爲員外郎克圖經額之女
- 九子：三等侍衛奉恩將軍奕綽，嫡妻舒穆祿氏爲富爾錦之女
- 十子：奕編
- 十一子：三等侍衛輔國將軍奕綍，嫡妻馬佳氏爲恆廣之女